# Eduard II. Mučenik
Eduard II. Mučenik (staroengleski: Eadweard), engleski kralj, rođen 962. a umro 18. ožujka 978. godine. Nosio je naslov "kralj Engleza".
Bio je jednim od engleskih kraljeva koji se krunio na krunidbenom kamenu iz Kingstona.
Krunu je naslijedio od oca Edgara I. Miroljubivog godine 975. godine. Bio je najstariji od njegovo troje djece. Nije pouzdano poznato tko mu je mati. Po jednim izvorima je Æthelflæd, kćer Ordmæra, earldormana Istočnih Anglijaca, koju je Edgar oženio dok je vladao Mercijom. Drugi izvori tvrde da mu je mati bila časna sestra iz Wiltonske opatije. Treći izvori govore o Ælfthryth (Elfrida), koju je prema povelji iz 966. njegov otac Edgar oženio 964. godine. Četvrti izvori spominju Wulfthryth kao njegovu mati.
Zapamćen po kratkoj vladavini i načinu na koji je nasilnom smrću završila njegova vladavina. Naime, prema postojećim podatcima, godine 978. ubila ga je njegova maćeha Elfride koja mu je, da bi na tron dovela svog sina i mlađeg Edvardovog polubrata Ethelreda, dok je ispijao piće, zabila bodež u leđa.
Naslijedio ga je mlađi polubrat po ocu Ethelred.
| Prethodnik:          | Kralj Engleske | Nasljednik:            |
| Edgar I. Miroljubivi | Kralj Engleske | Ethelred II. Nespremni |